# Nosal (Westtatra)

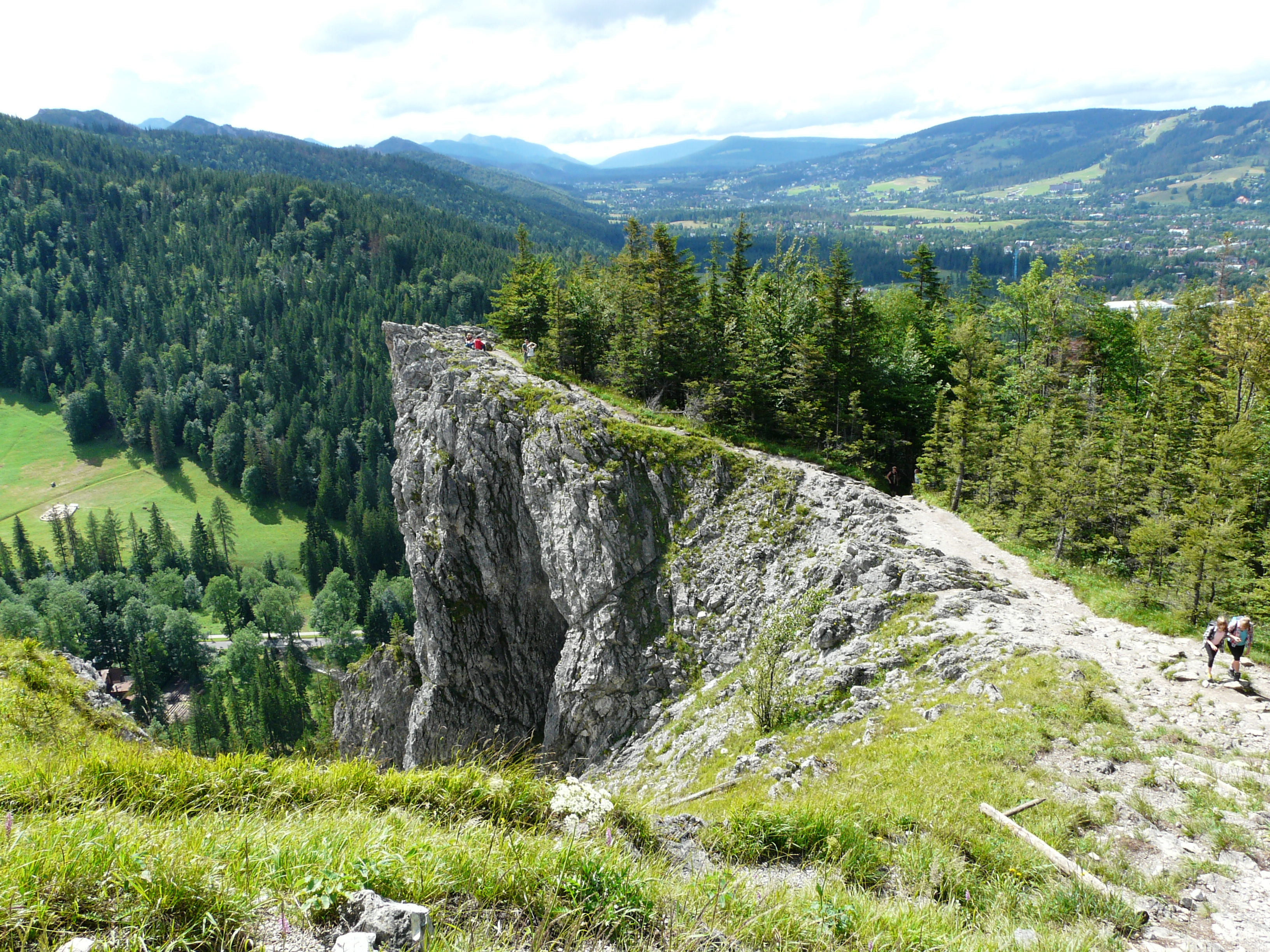
Gipfelbereich

Der Nosal ist ein 1206 Meter hoher Berg bei Zakopane in der polnischen Westtatra nordöstlich des Massivs des Giewont. Vom Gipfel ergibt sich ein Panoramablick auf Zakopane und das Tatra-Gebirge.
Der Weg zum Berg ist mittelschwer. Es sind folgende Wanderrouten vorhanden:
- Weg von Kuźnice (45 Min.)
- Weg von Aleja Przewodników Tatrzańskich (50 Min.)

## Lage und Umgebung
Unterhalb des Gipfels liegen die Täler Dolina Strążyska und Dolina Małej Łąki. 

## Tourismus
Der Nosal ist bei Wanderern beliebt. Auf seinen Nordhängen befindet sich das Skigebiet Nosal.

### Routen zum Gipfel
Wanderwege führen auf den Gipfel.
- ▬ Ein grün markierter Wanderweg führt vom Zakopaner Stadtteil Kuźnice auf den Gipfel.
- ▬ Ein gelb markierter Wanderweg führt von dem Bergpass Nosalowa Przełęcz auf den Gipfel.

Als Ausgangspunkt für eine Besteigung aus den Tälern eignen sich die Kondratowa-Hütte, Ornak-Hütte und das Kalatówki-Berghotel.

## Belege
- Zofia Radwańska-Paryska, Witold Henryk Paryski, Wielka encyklopedia tatrzańska, Poronin, Wyd. Górskie, 2004, ISBN 83-7104-009-1.
- Tatry Wysokie słowackie i polskie. Mapa turystyczna 1:25.000, Warszawa, 2005/06, Polkart, ISBN 83-87873-26-8.

## Panorama

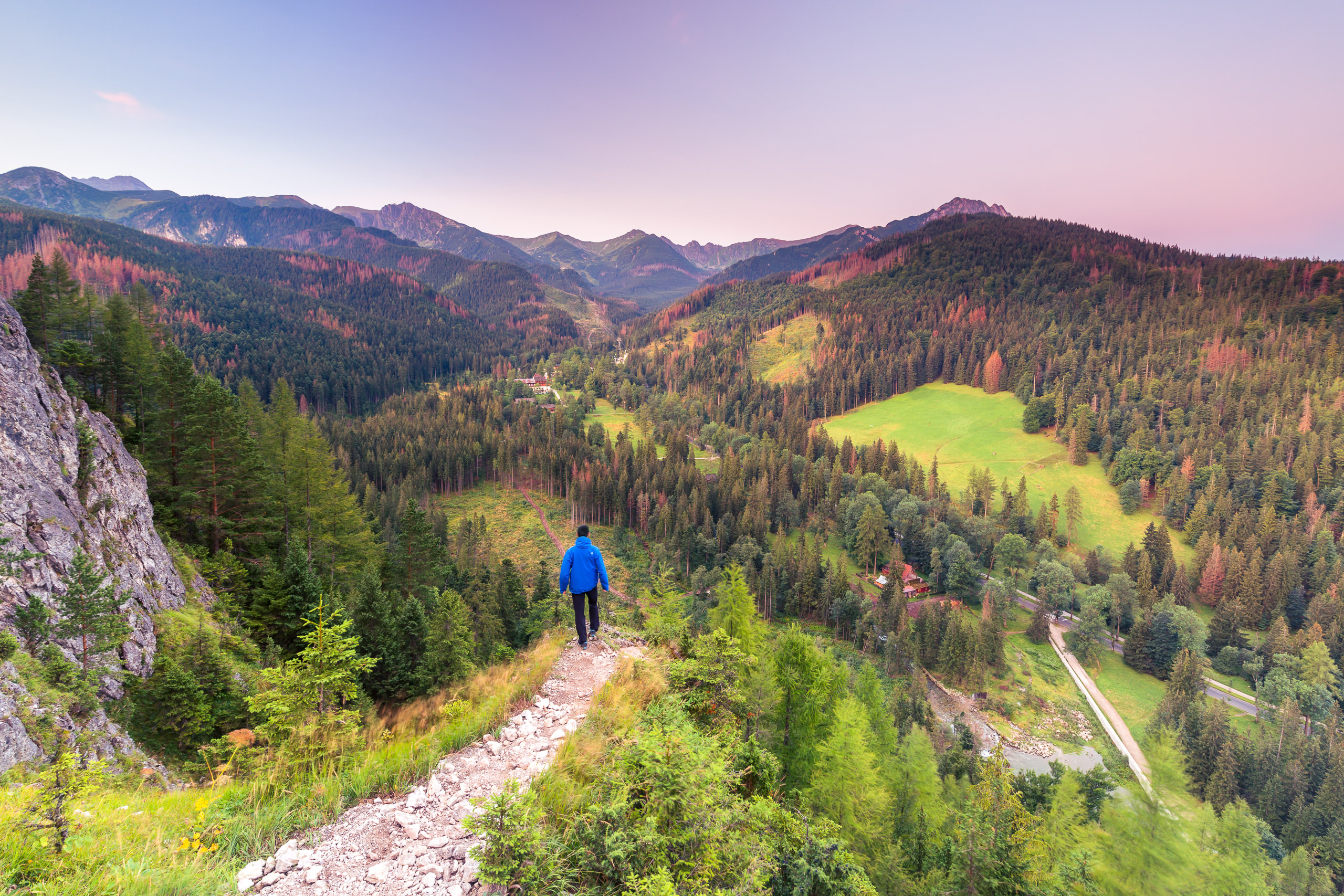
Panorama vom Wanderweg auf den Nosal